# 야쿠프 모데르
야쿠프 피오트르 모데르(폴란드어: Jakub Piotr Moder, 1999년 4월 7일 ~ )는 폴란드의 프로 축구 선수로, 네덜란드 에레디비시 클럽 페예노르트과 폴란드 국가대표팀에서 미드필더로 활약하고 있다.

## 구단 경력

### 초기 경력
모데르는 슈체치네크에서 태어났다. 그는 포르투나 엘렌에서 축구 선수가 되기 위한 그의 걸음을 시작했고, 2011년에 그는 바르타 포즈난에 아카데미 선수로 합류했다.

### 레흐 포즈난
2014년, 모데르는 레흐 포즈난의 아카데미에 합류했고, 2016년 리저브 팀으로 승격되었다. 2018년 4월 2일, 그는 1-3으로 이긴 비스와 크라쿠프와의 원정 경기에서 레흐 포즈난의 1군 데뷔 전을 치렀고, 교체로 들어갔다.

### 브라이턴 & 호브 앨비언
2020년 10월 6일, 그는 600만 파운드의 이적료로 프리미어리그의 브라이턴 & 호브 앨비언과 계약했다.

#### 레흐 포즈난으로의 임대
모데르는 즉시 전 클럽인 레흐 포즈난으로 다시 임대되었고, 처음에는 시즌이 끝날 때까지 (이는 레흐 포즈난의 UEFA 유로파리그 진출에 달려 있었다). 레흐 포즈난의 2020-21년 엑스트라클라사 시즌 초반 부진에도 불구하고, 모데르는 4골 2도움을 기록하며 팀을 도왔다. 2020년 10월 22일, 그는 벤피카와의 2020-21 조별 리그 홈 경기에서 UEFA 유로파리그 데뷔 전을 치렀고, 이 경기에서 레흐는 4-2로 패배했다.
12월 18일, 레흐 포즈난이 2020-21년 UEFA 유로파리그에서 탈퇴한 후, 모데르는 2020년 12월 31일에 임대 기간에서 복귀한다고 발표되었다. 모데르는 2020년 12월 19일, 1-0으로 패한 비스와 크라쿠프와의 안방 경기에서 레흐 포즈난 소속으로 마지막 경기를 치렀다.

### 페예노르트
2025년 1월 20일, 모데르는 공개되지 않은 이적료로 네덜란드 클럽 페예노르트로 영구 이적했다. 그는 2월 2일, 아약스와의 더 클라시케르 경기에서 2-1로 패한 경기에서 데뷔 전을 치렀다. 2025년 3월 11일, 모데르는 인테르나치오날레 밀라노과의 16강 2차전에서 첫 UEFA 챔피언스리그 골을 넣었지만 페예노르트는 합계 1-4로 패했다.

## 국가대표팀 경력
2020년 9월 4일, 모데르는 네덜란드와의 UEFA 네이션스리그 경기에서 피오트르 지엘린스키와 교체되어 폴란드 국가대표팀에 데뷔했다.
2020년 10월 7일, 모데르는 핀란드와의 친선 경기에서 첫 풀 경기를 치렀다. 2020년 11월 11일, 그는 아르카디우시 밀리크와 교체 투입된 지 몇 초 만에 국가대표팀 첫 골을 넣었고, 폴란드는 우크라이나와의 친선 경기에서 2-0으로 이겼다. 그는 2021년 3월 31일, 잉글랜드와의 2022년 FIFA 월드컵 예선 전에서 존 스톤스의 실수를 이용해 국가대표팀 두 번째 골을 넣었다.
모데르는 브라이턴에서 뛰다가 부상을 당해 1년 넘게 출전하지 못해 2022년 FIFA 월드컵에 선발되지 못했다.
그는 그 다음 대회에 출전할 선수 명단에 이름을 올렸고, 미하우 프로비에시 감독에 의해 2024년 6월에 독일에서 UEFA 유로 2024에 차출되었다.